# Allgemeine Chemie
Unter Allgemeiner Chemie werden die Grundlagen der Chemie verstanden, die in fast allen chemischen Teilgebieten von Bedeutung sind. Die Allgemeine Chemie stellt somit das begriffliche Fundament der gesamten Chemie dar, wie sie im Chemieunterricht vorgestellt wird. Davon abzugrenzen ist der Begriff „Angewandte Chemie“.

## Beispiele
- Aufbau des Atoms
- Das Periodensystem der Elemente
- Chemische Bindungen
- Grundlagen der Stöchiometrie
- Säuren, Basen und Salze
- Redoxreaktionen
- zum Teil: Grundlagen der Thermodynamik, der chemischen Kinetik und der Konzepte der Quantenchemie

## Bedeutung
Im Gegensatz zu anderen naturwissenschaftlichen Disziplinen gibt es in der Chemie den Terminus Technicus „Allgemeine Chemie“ (eine „Allgemeine Physik“ gibt es nicht). Dies betont die Existenz und Bedeutung chemischen Grundlagenwissens für das Verständnis der gesamten Chemie. Ohne ein Mindestverständnis für den Aufbau der Atome, der Eigenschaften der verschiedenen chemischen Bindungen in den Molekülen, des grundlegenden Verhaltens von Säuren und Basen und der verschiedenen Konzepte von Oxidation und Reduktion kann man sich nicht in die chemischen Spezialgebiete einarbeiten. Insofern steht die Allgemeine Chemie am Anfang jeder näheren Beschäftigung mit der Chemie.